# Japaratinga
Japaratinga is een gemeente in de Braziliaanse deelstaat Alagoas. De gemeente telt 7.763 inwoners (schatting 2009).
De gemeente grenst aan Maragogi, Porto de Pedras en Porto Calvo.